# أوبيرخن
أوبيرخن Ubbergen  هي بلدية سابقة وبلدة بشرقي هولندا. منذ عام 2015 أصبحت جزءاً من بلدية خروسبيك.

## أعلام
- بيتر أرنتز